# Équipe de Saint-Vincent-et-les-Grenadines féminine de volley-ball
L'équipe de Saint-Vincent-et-les-Grenadines de volley-ball féminins est composée des meilleures joueuses Saint-Vincentaises et Grenadines sélectionnées par la Fédération saint-vincentaise et Grenadine de Volleyball. Elle n'est actuellement pas classée par la Fédération Internationale de Volleyball au 15 janvier 2010.

## Sélection actuelle
Sélection pour les qualifications aux Championnats du monde 2010.

Entraîneur : Nicole Ross  ; entraîneur-adjoint : Toney Sassine 

## Palmarès et parcours

### Palmarès
Néant.